# Grotniki (gmina)
Grotniki – dawna gmina wiejska istniejąca do 1954 roku w woj. kieleckim. Nazwa gminy pochodzi od wsi Grotniki, lecz siedzibą władz gminy były Badrzychowice. 
W okresie międzywojennym gmina Grabki należała do powiatu stopnickiego w woj. kieleckim. Po wojnie gmina zachowała przynależność administracyjną. 12 marca 1948 roku zmieniono nazwę powiatu stopnickiego na buski. Według stanu z dnia 1 lipca 1952 roku gmina składała się z 12 gromad: Badrzychowice, Górki, Grotniki Duże, Grotniki Małe, Kawęczyn, Ostrowce, Podraje-Podzamcze, Sępichów, Strożyska, Szczerbaków i Ucisków.
Jednostka została zniesiona 29 września 1954 roku wraz z reformą wprowadzającą gromady w miejsce gmin. Po reaktywowaniu gmin z dniem 1 stycznia 1973 roku gminy Grotniki nie przywrócono, a jej dawny obszar wszedł głównie w skład nowej zbiorowej gminy Nowy Korczyn.